# Сланске-Врхи
Сланске-Врхи (Сланские горы, Прешовские горы; словац. Slanské vrchy, укр. Солоні гори) — горный массив в восточной Словакии на границе с Венгрией. Является юго-восточным отрогом Западных Карпат. Венгерская часть носит название Земплинские горы (венг. Zempléni-hegység).
Горы сложены преимущественно андезитами. Наивысшая точка — гора Шимонка (1092 м). Для Сланских гор характерны резко очерченные вершины и крутые склоны. Растительность — в основном буковые леса, встречаются дубы и грабы. На территории массива находится несколько заповедников.

## Достопримечательности
- Германовские скалы
- Озёра Сигор, Изра, Мала Изра
- Родник Боднар
- Развалины крепости Сланец
- Памятник Красной Армии и Розовый Сад Благодарности на Дарговском перевале
- Горнолыжный центр в Златой Бане и Замутове
- Велосипедная дорога — Сланска цикломагистрала